# Carnival Is Forever
Carnival Is Forever è il quinto album in studio del gruppo death metal polacco Decapitated, pubblicato il 12 luglio 2011 dalla Nuclear Blast. È il primo dei quattro album del gruppo realizzato con il cantante Rafał "Rasta" Piotrowski, e l'unico con Filip "Heinrich" Hałucha al basso e Kerim "Krimh" Lechner alla batteria.
Tutti i testi sono stati scritti da Jarosław Szubrycht dei Lux Occulta, mentre le musiche sono in gran parte scritte dal membro fondatore Wacław "Vogg" Kiełtyka, l'ex membro fondatore Witold "Vitek" Kiełtyka (deceduto nel 2009) e Krimh.

## Tracce
1. The Knife – 4:31
2. United – 5:24
3. Carnival Is Forever – 8:49
4. Homo Sum – 4:33
5. 404 – 5:08
6. A View from a Hole – 6:11
7. Pest – 3:36
8. Silence – 4:18

## Formazione
- Rafał "Rasta" Piotrowski – voce
- Wacław "Vogg" Kiełtyka – chitarra
- Filip "Heinrich" Hałucha – basso
- Kerim "Krimh" Lechner – batteria